# Ясени Шарлеманя
Ясени Шарлеманя — ботанічна пам'ятка природи місцевого значення, знаходиться в Шевченківському районі м. Києва на проспекті Берестейському, 32 на території Київського зоологічного парку. Заповідані у квітні 2009 року (рішення Київради від 23.04.2009 № 326/1382). Названі на честь видатного українського зоолога Миколи Васильовича Шарлеманя.

## Опис
Ясени Шарлеманя являють собою 2 старих екземляри ясену високого віком більше 130 років. Висота дерев 15 м на висоті 1,3 м дерева мають в охопленні 3 м.

## Галерея

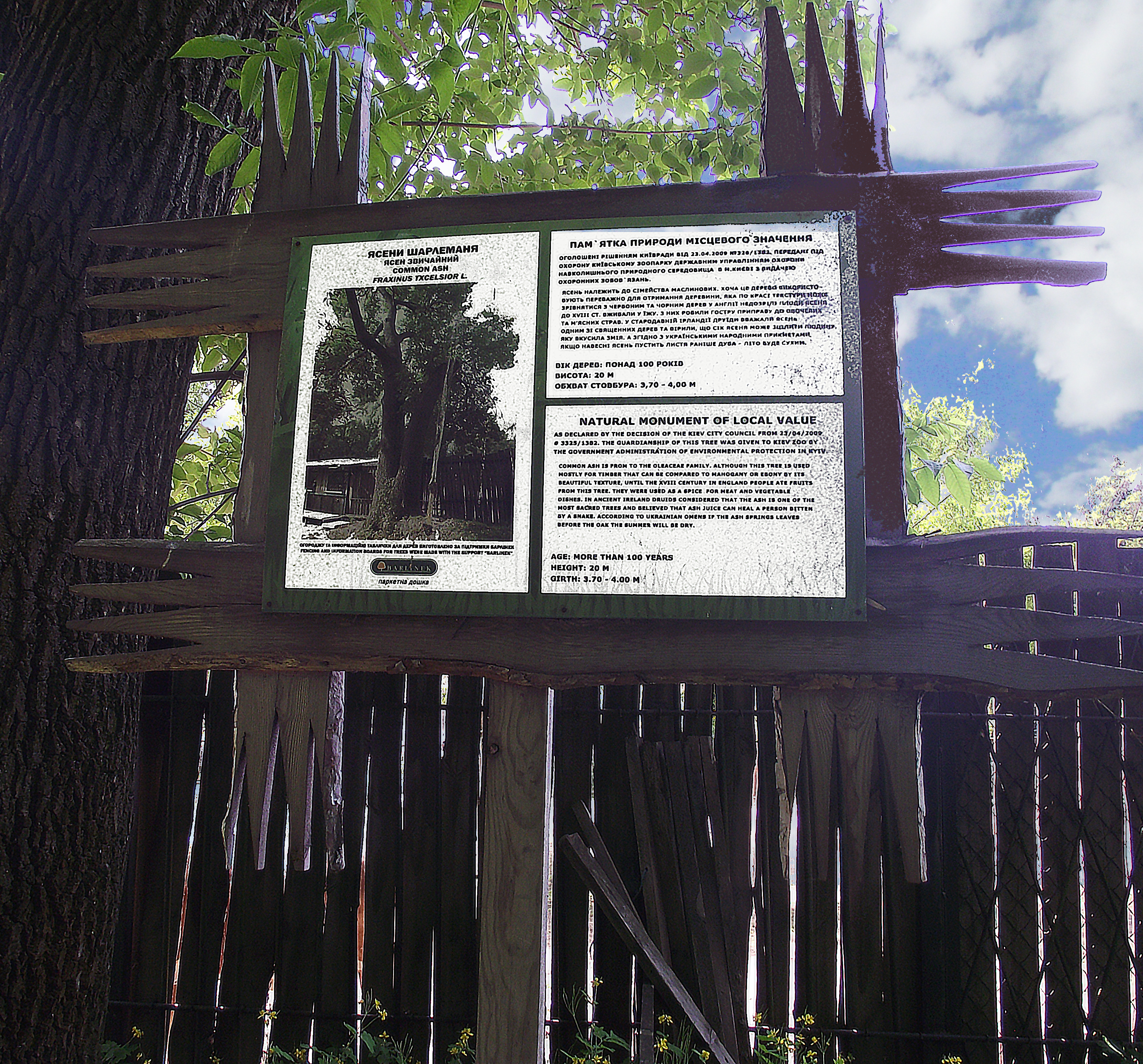
Інформаційний плакат (2014)
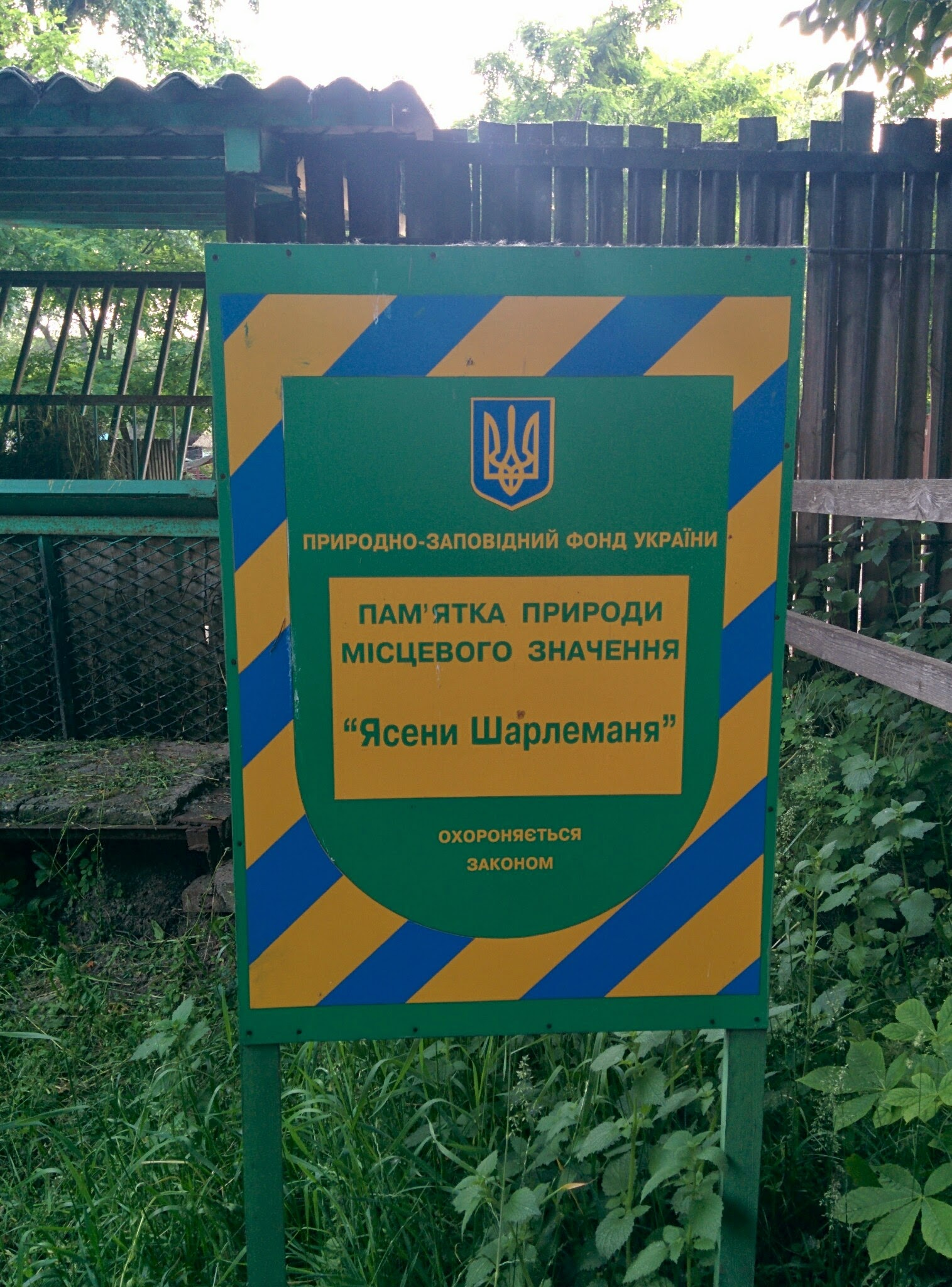
Природоохоронний знак (2014)
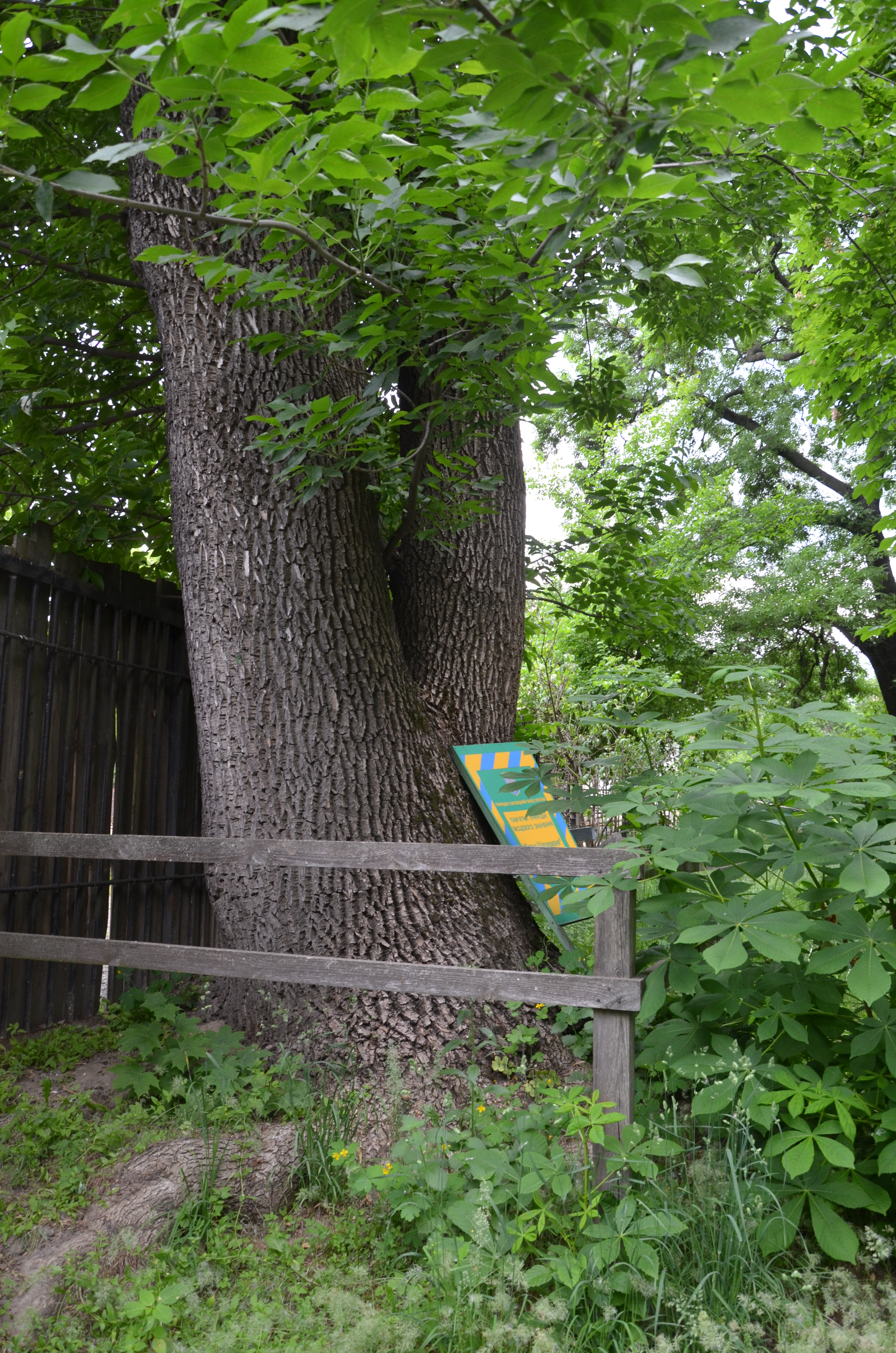
Травень 2019 року
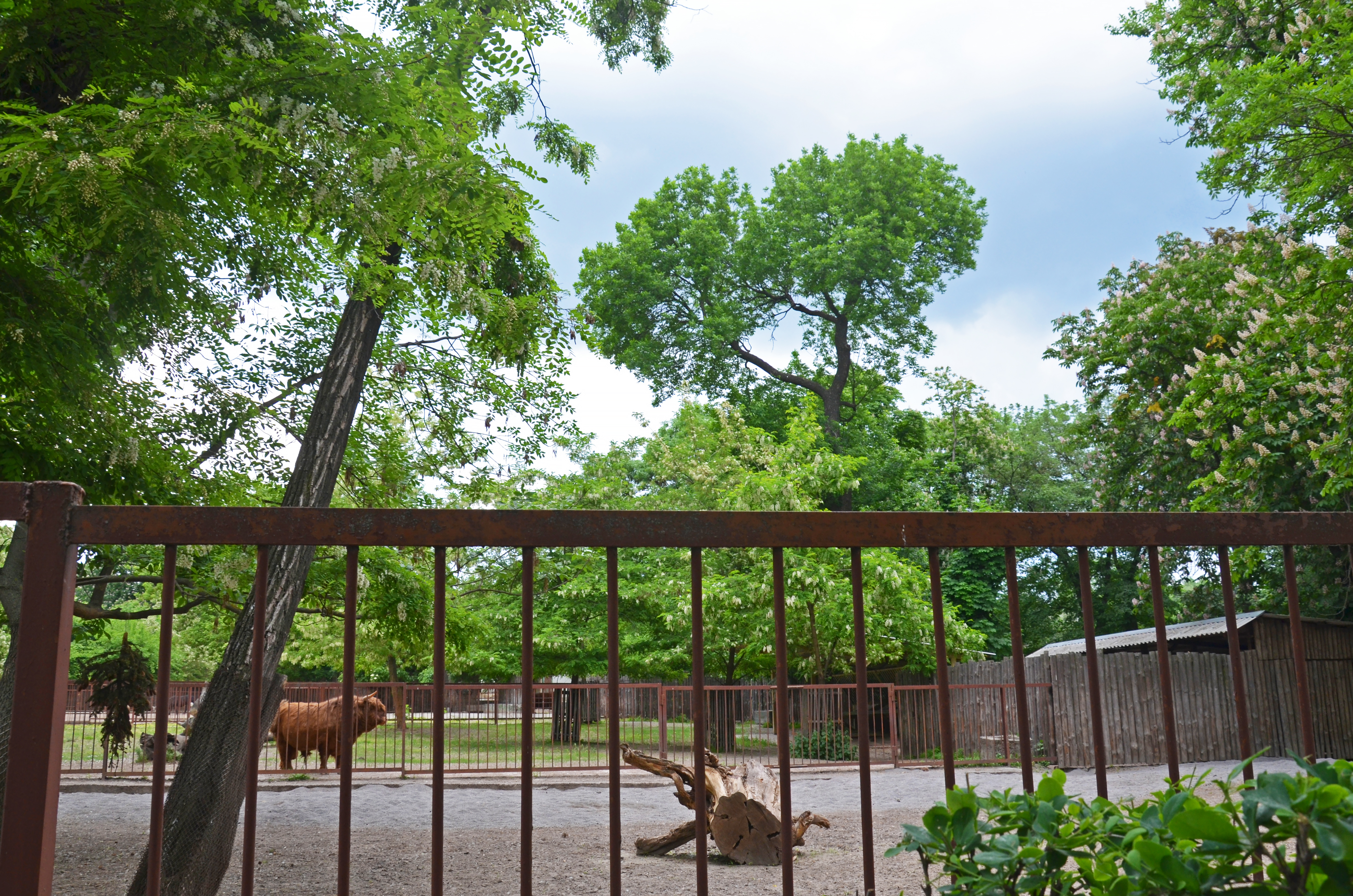
Травень 2019 року
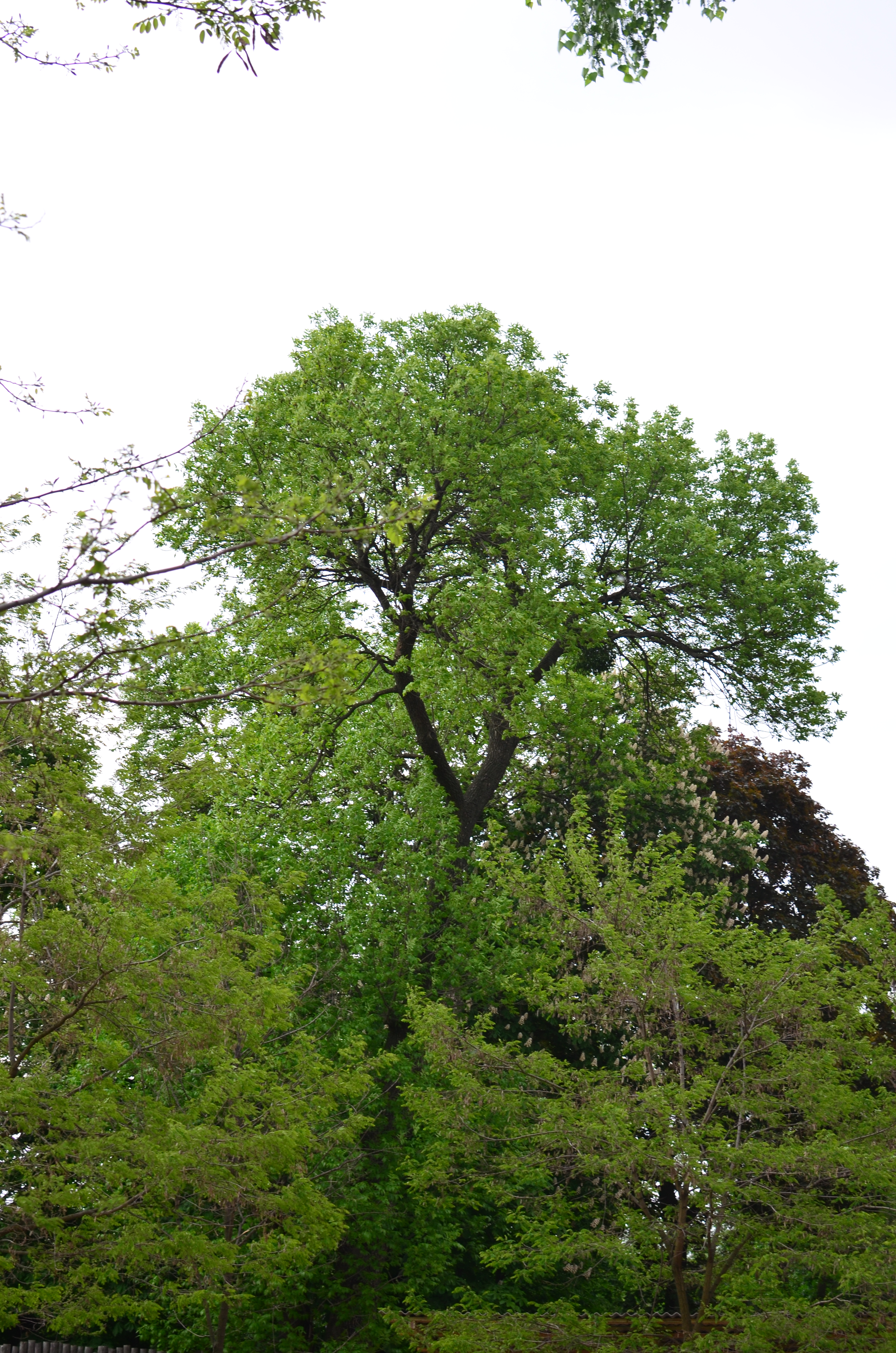
Травень 2017 року
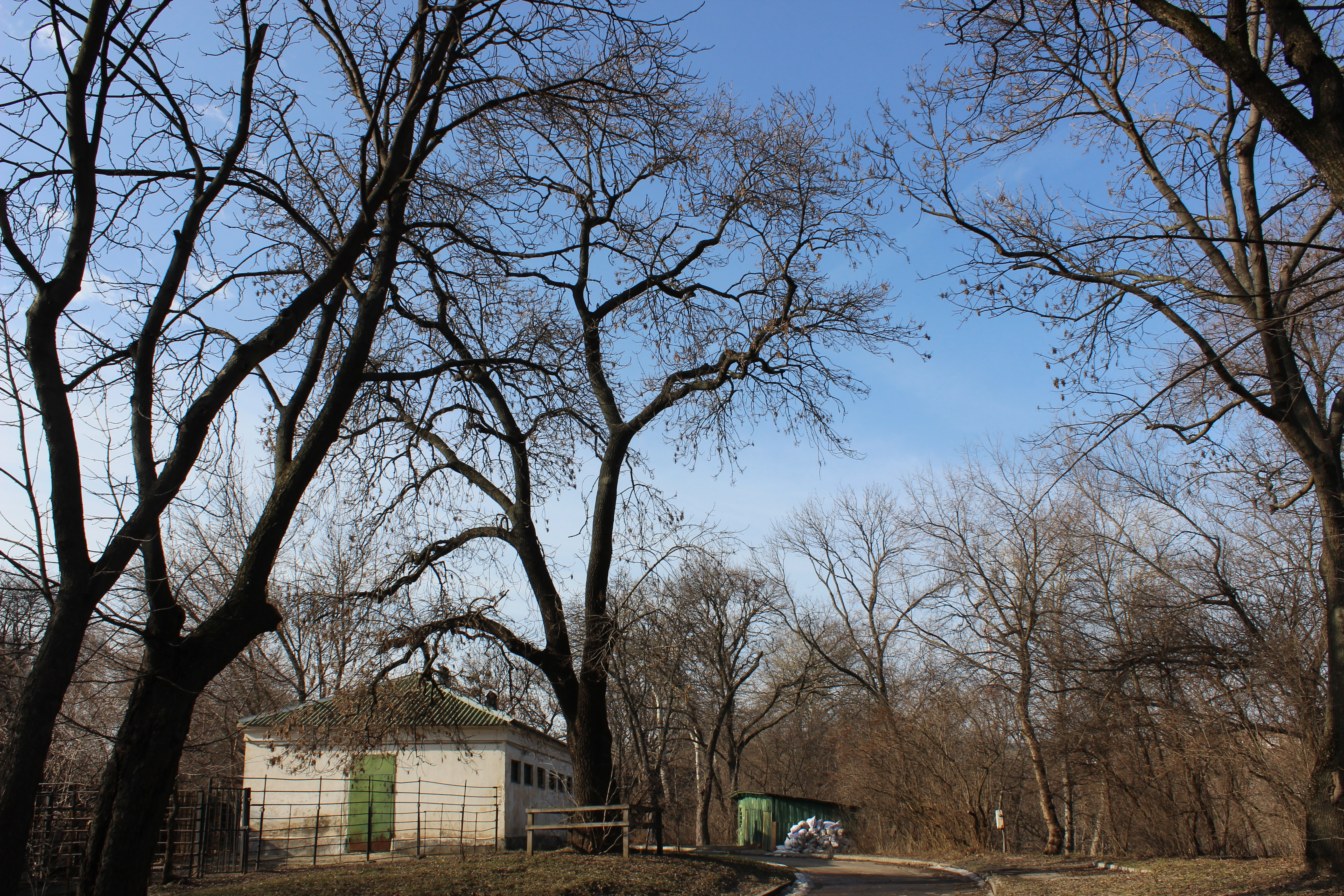
Березень 2017